# Energy Globe
Energy Globe je ocenění, od roku 1999 každoročně udílené úspěšným trvale udržitelným projektům, které chrání přírodní zdroje nebo využívají obnovitelnou energii. Ocenění vzniklo z popudu rakouského inženýra a environmentalisty Wolfganga Neumanna.

## Členění
Cena Energy Globe je udělována ve dvou úrovních:
- národní: ve více než stovce zemí (v Rakousku jsou udíleny dokonce i zemské ceny, např. Energy Globe Horní Rakousy)
- mezinárodní: Světová cena Energy Globe za trvalou udržitelnost (World Energy Globe Award for Sustainability)

Každoročně se do soutěže zapojí více než 800 projektů z celého světa, které soutěží o cenu v kategoriích Země, Oheň, Voda, Vzduch a Mládež.

## Energy Globe v České republice

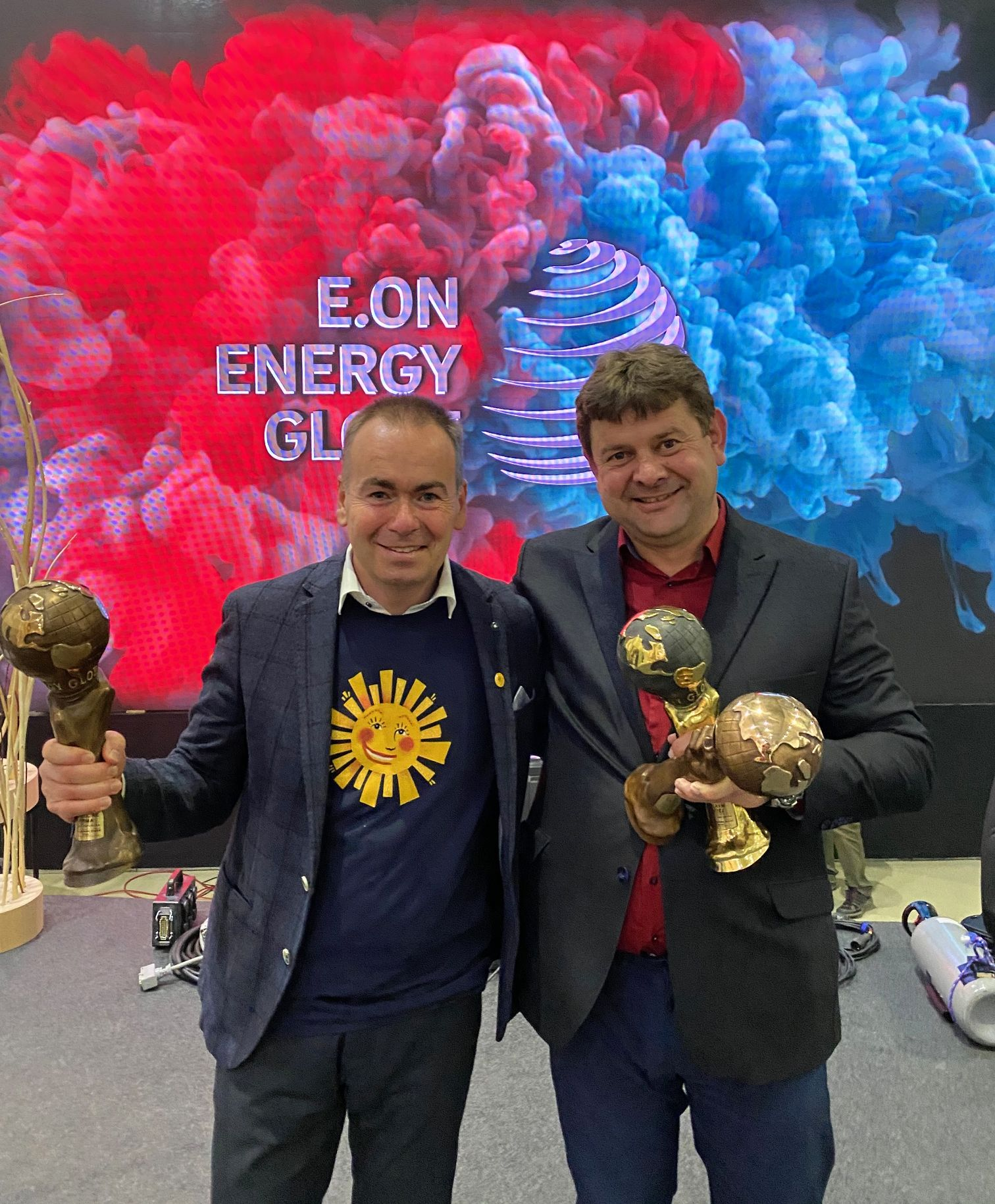
Držitelé cen E.ON Energy Globe 2020: vítěz kategorie Firma Josef Dvořáček, jednatel společnosti Sonnentor a starosta Hostětína Jaroslav Boleček, který se stal současně držitelem národní ceny Energy Globe

Do roku 2008 čeští účastníci Ceny Energy Globe předkládali své projekty rakouské pořadatelské agentuře, nyní má cena Energy Globe Award ČR své národní kolo a kancelář. Specifikem české soutěže Energy Globe Award ČR je kategorie Obec.
| Rok  | Projekt                                                            | Předkladatel                 | Popis              |
| ---- | ------------------------------------------------------------------ | ---------------------------- | ------------------ |
| 2006 | Solární elektřina pro školy v Keni                                 | Daniel Tvarůžek              | [nedostupný zdroj] |
| 2007 | Česká obec Hostětín jako model trvale udržitelného rozvoje venkova | Ekologický institut Veronica | [nedostupný zdroj] |
| 2008 | Centrální obecní vytápění na biomasu                               | Obec Měňany                  | [nedostupný zdroj] |

| Rok  | Země                                                   | Vzduch                                     | Oheň                                                                                       | Voda                                                                      | Mládež                                                               | Obec                                             |
| ---- | ------------------------------------------------------ | ------------------------------------------ | ------------------------------------------------------------------------------------------ | ------------------------------------------------------------------------- | -------------------------------------------------------------------- | ------------------------------------------------ |
| 2008 | Energeticky úsporný obchod v Žatci TESCO Stores ČR a.s | Autopůjčovna CNG Pražská plynárenská, a.s. | Centrální kotelna na štěpky pro vytápění a zásobování TUV v Habří 2 arch s.r.o., Prostějov | Optimalizace výroby a distribuce teplé vody qzp, s.r.o (Zdeněk Pospíchal) | Minipark obnovitelných zdrojů energie Západočeská univerzita v Plzni | Centrální obecní vytápění na biomasu Obec Měňany |
| 2009 |                                                        |                                            |                                                                                            |                                                                           |                                                                      |                                                  |
| 2010 |                                                        |                                            |                                                                                            |                                                                           |                                                                      |                                                  |
| 2011 |                                                        |                                            |                                                                                            |                                                                           |                                                                      |                                                  |
| 2012 |                                                        |                                            |                                                                                            |                                                                           |                                                                      |                                                  |

| Rok  | Obec                                                            | Firma                                                                                  | Mládež                                              | Kutil                        | Nápad                                                                | x |
| ---- | --------------------------------------------------------------- | -------------------------------------------------------------------------------------- | --------------------------------------------------- | ---------------------------- | -------------------------------------------------------------------- | - |
| 2013 |                                                                 |                                                                                        |                                                     |                              |                                                                      |   |
| 2014 | Pasivní bytový dům pro seniory v Modřicích u Brna Město Modřice | PURGAZ 50 - nová technologie výroby biometanu Ústav chemických procesů AV ČR, v. v. i. | AIR House studenti ČVUT Praha, fakulta architektury | Ukliďme Česko Spolek Ekosmák | Bezlopatková turbína SETUR Sentron Capital Group s.r.o.              |   |
| 2015 |                                                                 |                                                                                        |                                                     |                              | Mikroelektrárna na biomasu WAVE České vysoké učení technické v Praze |   |
| 2016 |                                                                 |                                                                                        |                                                     |                              |                                                                      |   |
| 2017 |                                                                 |                                                                                        |                                                     |                              |                                                                      |   |
| 2018 | Inteligentní veřejné osvětlení v Jesenici Obec Jesenice         |                                                                                        |                                                     |                              |                                                                      |   |

| Rok  | Obec                                                              | Firma                                                         | Stavba                                                       | Vzdělávání                                                   | Čistý vzduch                                         | Produkt                                                                |
| ---- | ----------------------------------------------------------------- | ------------------------------------------------------------- | ------------------------------------------------------------ | ------------------------------------------------------------ | ---------------------------------------------------- | ---------------------------------------------------------------------- |
| 2019 | Nakládání s odpady ve Vsetíně: „Je to čistě na nás.” Město Vsetín | Cirkulární doprava v Brně Institut cirkulární ekonomiky, z.ú. | Energeticky úsporná mateřská škola v Sedlejově Obec Sedlejov | Včelí stráž - ochránci hmyzích opylovatelů Včelí stráž, z.s. |                                                      | Aplikace Nesnězeno pro záchranu jídla z restaurací Nesnězeno.cz s.r.o. |
| 2020 | Trvale udržitelný rozvoj malé obce Hostětín Obec Hostětín         | Ekologická výroba bylinných čajů a směsí Sonnentor            | Moderní klinika budoucnosti Fakultní nemocnice Olomouc       | Online kurz Klimatická změna Člověk v tísni                  | Podpora zelených střech v Brně Statutární město Brno | Celorepubliková síť opravářů a servisů Opravárna s.r.o.                |